# Thai Thi Lien
Thai Thi Lien (antiga Saigon, hoje Cidade de Ho Chi Minh, 1918) é uma pianista e professora vietnamita.
Filha de um engenheiro educado na França e amante de óperas, iniciou seus estudos de piano com quatro anos por decisão do pai. Foi aluna de um discípulo de Chopin e teve seu talento reconhecido precocemente. Deu seu primeiro concerto público com 16 anos. Contudo, sendo filha de uma família tradicional, foi considerado inadequado que ela seguisse uma carreira como pianista, e foi arranjado um casamento, que porém durou pouco tempo.
Prosseguindo em seus estudos, durante a luta pela independência do Vietname ela fazia um curso avançado em Paris, quando encontrou-se com Tran Ngoc Danh, um importante político associado a Ho Chi Minh, que se tornaria seu segundo esposo. Lien depois se aperfeiçoou no Conservatório de Praga, enquanto o marido voltava ao Vietname. Foi a primeira vietnamita a graduar-se na instituição. Após sua formatura, em 1951 reuniu-se ao marido na resistência aos colonizadores franceses, vivendo por dois anos em condições precárias no meio da selva em acampamentos militares, onde Danh acabou falecendo, quando ela já esperava seu segundo filho. Quando Ho Chi Min subiu ao comando da nação, enviou-a para Pequim para que gravasse uma coleção de melodias folclóricas e populares que ela costumava tocar para as tropas.
Voltando a Saigon, casou-se pela terceira vez, com um ativista revolucionário e poeta. Em 1956 ela e seis outros músicos foram encarregados pelo governo de fundar a primeira academia de música no país. Lien ficou responsável pelo departamento de piano, e foi a autora do primeiro documento didático sobre o piano publicado no Vietname, um currículo para a escola. Permaneceu na direção do departamento até sua aposentadoria em 1977. Hoje a antiga escola de música é a Academia Nacional de Música do Vietname. A despeito de um crescimento difícil e repetidas crises, segundo Do Hong Quan, presidente da Associação Vietnamita de Músicos, a academia vem desempenhando um papel imenso e único no desenvolvimento da cultura musical da nação, sendo o ponto de partida para a organização de todo o ensino musical público e formando seus talentos mais aplaudidos, uma opinião compartilhada com Pham Hong Hai, diretor da orquestra do Teatro Nacional de Ópera e Ballet, e outros profissionais. Disse Hai que quase 99% dos músicos das orquestras em que atuou foram diplomados na academia, inclusive ele.
A pianista Thai Thi Lien é considerada um dos principais artistas do Vietname, chamada na imprensa de "monumento vivo", e recebeu o título oficial de Professora do Povo. Embora tenha encerrado a carreira de concertista ao chegar aos 87 anos, ainda faz ocasionais aparições públicas. Ao completar os cem anos de idade foi homenageada com um concerto especial e recebeu congratulações do primeiro-ministro Nguyen Xuan Phuc, que agradeceu em nome do povo vietnamita os serviços que Lien prestou à educação musical. Segundo Margie Mason, a ela credita-se uma grande influência na introdução e difusão da cultura musical do Ocidente no Vietname.
Dos seus sete filhos, três desenvolvem relevante atividade cultural. Sua filha Tran Thu Ha é pianista doutorada pelo Conservatório de Moscou, professora e foi diretora da academia entre 1995 and 2007; seu filho Dang Thai Son foi seu aluno e é um celebrado intérprete de Chopin, e Tran Than Binh é violoncelista e requisitado arquiteto, e foi indicado para projetar um novo teatro na Academia Nacional, que recebeu o nome de sua mãe.